# 八关都尉
八關都尉，東漢末年為因應黃巾之亂等民變戰事，臨時強化建置的關防軍官。中平元年（公元184年）設置於京城洛陽四周。共有函谷，廣城、伊闕、大谷、轘轅、旋門、小平津、孟津等八關都尉，分掌各關防部隊，鎮遏地方反叛，防衞洛陽。

## 釋義
所謂八關，即函谷關、大谷關、廣成關、伊闕關、轘轅關、旋門關、孟津、小平津，八座關隘是洛陽京畿聯通進出聯外交通樞紐，拱衛京畿河南的守備要塞。漢靈帝劉宏為防黃巾之亂，設立八關都尉以鎮守京師。
賈詡曾以太尉掾屬擔任過平津關都尉。